# División de Honor de voleibol 1986-87
La temporada 1986/1987 de la Superliga de Voleibol fue la XXIII edición de la competición. Tuvo como campeón al Son Amar Palma.

## Fase regular
| Pos | Equipo                     | J | G | P |
| --- | -------------------------- | - | - | - |
| 1   | Cisneros                   | 8 | 7 | 1 |
| 2   | Club Voleibol Calvo Sotelo | 8 | 5 | 3 |
| 3   | Colegio Joyfe              | 8 | 4 | 4 |
| 4   | Orient Puerto              | 8 | 4 | 4 |
| 5   | Voleibol Huelva            | 8 | 0 | 8 |

| Pos | Equipo                        | J | G | P |
| --- | ----------------------------- | - | - | - |
| 1   | Son Amar Palma                | 8 | 8 | 0 |
| 2   | Salesianos                    | 8 | 6 | 2 |
| 3   | Alisa                         | 8 | 3 | 5 |
| 4   | Gin Rivers                    | 8 | 3 | 5 |
| 5   | Licenciados Reunidos Voleibol | 8 | 0 | 8 |

Referencias.

## Fase final
| Pos | Equipo                     | J  | G  | P |
| --- | -------------------------- | -- | -- | - |
| 1   | Son Amar Palma             | 10 | 10 | 0 |
| 2   | Salesianos                 | 10 | 6  | 4 |
| 3   | Club Voleibol Calvo Sotelo | 10 | 5  | 5 |
| 4   | Cisneros                   | 10 | 4  | 6 |
| 5   | Colegio Joyfe              | 9  | 4  | 5 |
| 6   | Alisa                      | 9  | 0  | 9 |

| Pos | Equipo                        | J | G | P |
| --- | ----------------------------- | - | - | - |
| 1   | Orient Puerto                 | 6 | 6 | 0 |
| 2   | Gin Rivers                    | 6 | 3 | 3 |
| 3   | Voleibol Huelva               | 6 | 2 | 4 |
| 4   | Licenciados Reunidos Voleibol | 6 | 1 | 5 |

Referencias.